# NGC 6881
NGC 6881 – mgławica planetarna znajdująca się w gwiazdozbiorze Łabędzia. Została odkryta 25 listopada 1881 roku przez Edwarda Pickeringa.
Mgławica NGC 6881 kształtem przypomina motyla. Tworzą ją dwie struktury położone wewnątrz siebie. Mgławica wewnętrzna ma około jednej piątej roku świetlnego średnicy, a symetryczne skrzydła sięgają na odległość około roku świetlnego licząc od jednego do drugiego końca skrzydła. Symetria pochodzi od znajdującej się w centrum mgławicy gwiazdy podwójnej. Umierająca gwiazda znajdująca się w centrum NGC 6881 ma około 0,6 masy Słońca. Mgławica ta jest przykładem czterobiegunowej mgławicy planetarnej, utworzonej z dwóch par dwubiegunowych płatów skierowanych w przeciwnych kierunkach oraz dodatkowo składającej się z czterech par płaskich pierścieni. W jej centrum znajdują się kolejne trzy pierścienie.